# Augustus (titel)

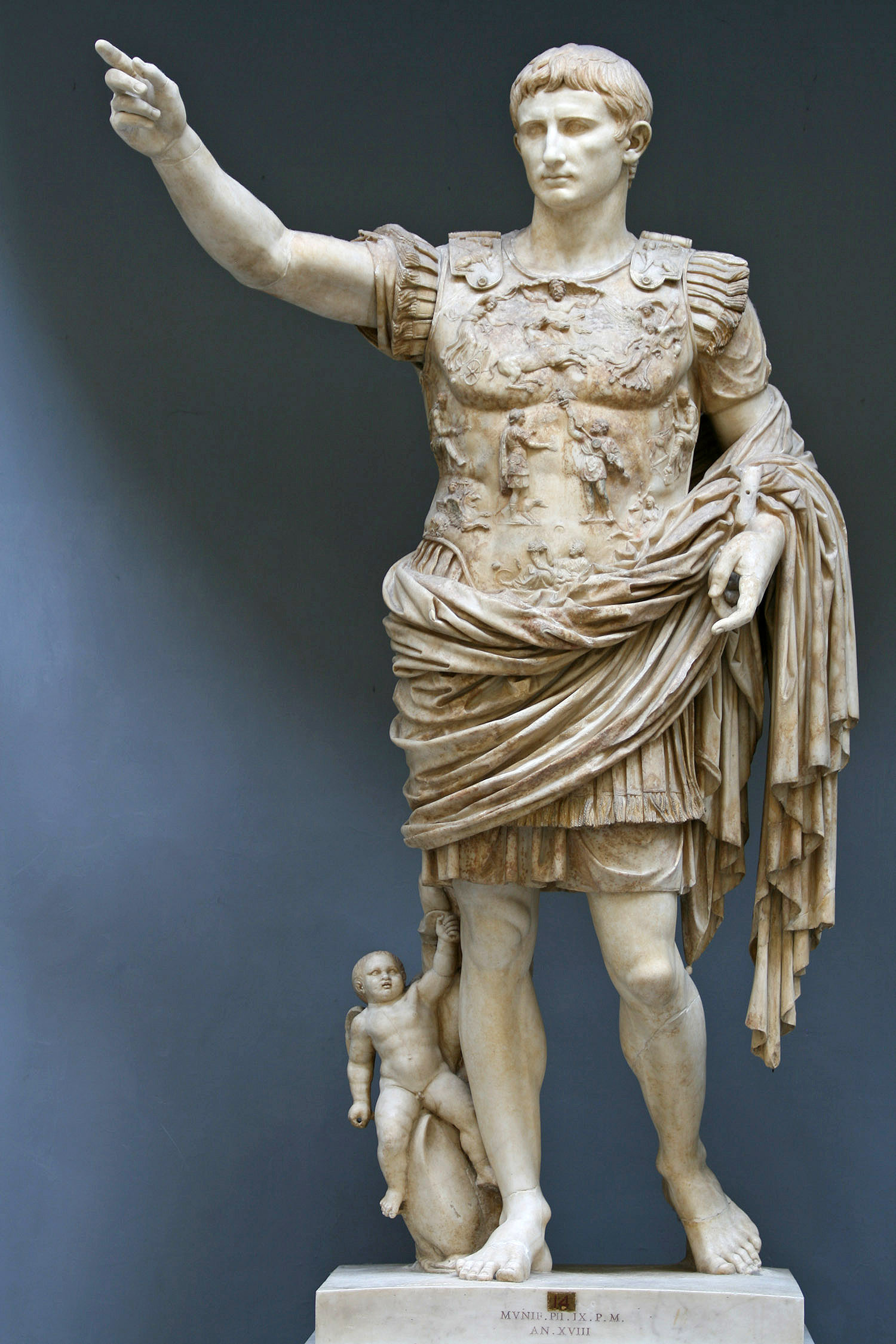
Keizer Augustus als eerste drager van de titel 'Augustus'

Augustus was oorspronkelijk een van de titels van de keizers van het Romeinse Rijk. Ook de keizers van het Heilige Roomse Rijk voerden deze titel nog tot 1806. Het woord augustus betekent in het Latijn "verheven". In het Grieks, de tweede taal van het rijk, werd dat vertaald met ὁ σεβαστος (spreek uit als "ho sebastos"); de keizer was dus ὁ σεβαστος, "de verhevene". Ook de naam van de maand is hiervan afgeleid.

## Romeinse Rijk
De eerste Romeinse keizer, die hem 16 januari 27 v.Chr. als eretitel van de Romeinse Senaat en het Romeinse volk kreeg op voorstel van Lucius Munatius Plancus, staat tegenwoordig zelfs onder die naam bekend: Imperator Caesar Augustus.
Bedacht moet worden dat er in het begin nog geen woord bestond voor de functie van opperste heerser van het rijk; keizer Augustus zelf probeerde de fictie in stand te houden dat de republiek nog voortduurde. Het woord rex (koning) was daarmee uit den boze - en hoe dan ook taboe bij de Romeinen want deze hadden nog slechte herinneringen aan de Etrusken die honderden jaren de scepter zwaaiden in Rome. Gaius Julius Caesar had de titel "dictator voor het leven" gekregen, maar dat was in de Romeinse maatschappij een te technische term - hoewel hij in de moderne terminologie perfect de situatie aanduidt: de "keizers" waren in feite de militaire dictators van het Imperium.
Er was dus behoefte aan een formele, maar tegelijkertijd nietszeggende titel en dat werd Augustus. Daarmee poogde men het "ambt" ook een zeker sacraal karakter te geven. Later werden de heersers naar Caesar vernoemd - Augustus was immers zijn adoptiefzoon. In de juridische terminologie gebruikte men vanaf dezelfde tijd meestal de ook door de Senaat toegekende titel princeps: de Eerste (onder de gelijken).
De keizer was ook Imperator: de man die feitelijk het hoogste imperium (bevelsgezag) uitoefende. Van al deze titels was alleen Augustus uniek voor de keizer: zijn zonen werden ook Caesar genoemd; princeps en imperator waren meer algemene termen.

## Heilige Roomse Rijk
De kroning van Karel de Grote tot keizer in het jaar 800 werd gezien als de herleving van het West-Romeinse keizerschap. Karel liet zijn Frankische en Langobardische koningstitels voorafgaan door Serenissimus augustus a Deo coronatus magnus pacificus imperator Romanum gubernans imperium (allergenadigste, verhevene, door God gekroonde, grote, vredestichtende keizer, die het Romeinse Rijk regeert).
Zijn opvolgers lieten het echter bij de titel imperator augustus, om de Oost-Romeinse keizers niet voor het hoofd te stoten, die zich sinds de tijd van Karel de Grote ook demonstratief als "keizer van de Romeinen" lieten betitelen. Pas na de keizerskroning van Otto III in 996 voerden ook de Rooms-Duitse keizers de titel Romanorum Imperator Augustus.
Omdat de juiste betekenis van het Latijnse woord augustus destijds niet meer bekend was, werd de frase semper augustus in het Duits nog maar zeer zelden vertaald als "de altijd verhevene", maar doorgaans met het foutieve "te allen tijde vermeerderer des rijks" (van het Latijnse augere = vermeerderen). Alszodanig bleef deze term als onderdeel van de keizerlijke titulatuur in gebruik tot het einde van het Heilige Roomse Rijk in 1806.

## AVG
Op munten werden de titels van de muntheer afgekort, zie numismatische titulatuur. Augustus werd verkort tot AVG, want de V werd destijds gebruikt waar tegenwoordig de U gangbaar is. 